# Badminton-Bundesliga 1990/91
Die Badminton-Bundesligasaison 1990/91 bestand aus einer Vorrunde im Modus "Jeder gegen jeden" mit Hin- und Rückspiel und erstmals auch aus einer Play-off-Runde. In der Play-off-Runde traten der 1. und der 4. sowie der 2. und der 3. gegeneinander an. Die Sieger der beiden Partien ermittelten den deutschen Meister. Meister wurde die TuS Wiebelskirchen, die den SC Bayer 05 Uerdingen im Finale mit 6:2 bezwang.

## Vorrunde
| Platz | Verein                | Punkte |
| ----- | --------------------- | ------ |
| 1.    | TuS Wiebelskirchen    | 26:02  |
| 2.    | SV Fortuna Regensburg | 19:09  |
| 3.    | SC Bayer 05 Uerdingen | 19:09  |
| 4.    | FC Langenfeld         | 18:10  |
| 5.    | TTC Brauweiler 1948   | 11:17  |
| 6.    | SSV Heiligenwald      | 08:20  |
| 7.    | TV Mainz-Zahlbach     | 06:22  |
| 8.    | 1. BV Mülheim (N)     | 05:23  |

## Play-off-Runde

### Halbfinale
TuS Wiebelskirchen – FC Langenfeld 7:1

Fortuna Regensburg – Bayer Uerdingen 4:4 (8:11)

### Finale
TuS Wiebelskirchen – Bayer Uerdingen 6:2

## Endstand
| Platz | Verein |
| ----- | --- |
| 1.    | TuS Wiebelskirchen (Guido Schänzler, Bernd Schwitzgebel, Chen Jin, Michael Helber, Uwe Ossenbrink, Stefan Maus, Guan Piere Vargiu, Katrin Schmidt, Heike Erler, Annette Geisler, Sigrid Bleymehl-Schley) |
| 2.    | SC Bayer 05 Uerdingen (Volker Eiber, Ralf Rausch, Michel Ferlings, Kai Mitteldorf, Christian Diekmann, Christine Skropke, Petra Dieris-Wierichs)                                                         |
| 3.    | FC Langenfeld (Robert Neumann, Uwe Scherpen, Andreas Schmidt, Peter Wolf, Andreas Schabert, Oliver Jacob, Monika Cassens, Kirsten Schmieder, Kerstin Ubben, Stefanie Rommerskirchen)                     |
| 3.    | SV Fortuna Regensburg (Michael Keck, Markus Keck, Klaus Treitinger, Gerhard Treitinger, Michael Deuerling, Dieter Frick, Anne-Katrin Seid, Elke Drews, Birgit Schilling, Mira Sundari)                   |
| 5.    | TTC Brauweiler 1948 |
| 6.    | SSV Heiligenwald |
| 7.    | TV Mainz-Zahlbach |
| 8.    | 1. BV Mülheim (N) |